# العلاقات الغيانية الفنزويلية
العلاقات الغيانية الفنزويلية هي العلاقات الثنائية التي تجمع بين غيانا وفنزويلا.

## مقارنة بين البلدين
هذه مقارنة عامة ومرجعية للدولتين:
| وجه المقارنة                                              | غيانا        | فنزويلا                                  |
| --------------------------------------------------------- | ------------ | ---------------------------------------- |
| المساحة (كم2)                                             | 214.97 ألف   | 916.45 ألف                               |
| عدد السكان (نسمة)                                         | 777.86 ألف   | 28.87 مليون                              |
| الكثافة السكانية (ن./كم²)                                 | 3.62         | 31.5                                     |
| العاصمة                                                   | جورج تاون    | كاراكاس                                  |
| اللغة الرسمية                                             | لغة إنجليزية | اللغة الإسبانية، لغة الإشارة الفنزويلية ‏ |
| العملة                                                    | دولار غياني  | بوليفار فنزويلي                          |
| الناتج المحلي الإجمالي (بليون دولار)                      | 3.68 مليار   | 482.36 مليار                             |
| الناتج المحلي الإجمالي (تعادل القوة الشرائية) بليون دولار | 5.77 مليار   |                                          |
| الناتج المحلي الإجمالي الاسمي للفرد دولار أمريكي          | 4.13 ألف     |                                          |
| الناتج المحلي الإجمالي للفرد دولار أمريكي                 |              |                                          |
| مؤشر التنمية البشرية                                      |              | 0.762                                    |
| رمز المكالمات الدولي                                      | +592         | +58                                      |
| رمز الإنترنت                                              | .gy          | .ve                                      |
| المنطقة الزمنية                                           | 00           | 00                                       |

## منظمات دولية مشتركة
يشترك البلدان في عضوية مجموعة من المنظمات الدولية، منها:
| علم المنظمة | اسم المنظمة                                                          | تاريخ انضمام غيانا | تاريخ انضمام فنزويلا |
| ----------- | -------------------------------------------------------------------- | ------------------ | -------------------- |
|             | اتحاد دول أمريكا الجنوبية                                            | ?                  | ?                    |
|             | يونسكو                                                               | 21 مارس 1967       | 25 نوفمبر 1946       |
|             | وكالة ضمان الاستثمار متعدد الأطراف                                   | 18 يناير 1989      | 9 مايو 1994          |
|             | الأمم المتحدة                                                        | 20 سبتمبر 1966     | 15 نوفمبر 1945       |
|             | وكالة حظر الأسلحة النووية في أمريكا اللاتينية ومنطقة البحر الكاريبي ‏ | ?                  | ?                    |
|             | الاتحاد البريدي العالمي                                              | ?                  | ?                    |
|             | البنك الدولي للإنشاء والتعمير                                        | 26 سبتمبر 1966     | 30 ديسمبر 1946       |
|             | بنك التنمية الكاريبي ‏                                                | ?                  | ?                    |
|             | الاتحاد الدولي للاتصالات                                             | 8 مارس 1967        | 13 أغسطس 1920        |
|             | منظمة حظر الأسلحة الكيميائية                                         | ?                  | ?                    |
|             | مؤسسة التمويل الدولية                                                | 4 يناير 1967       | 28 ديسمبر 1956       |
|             | منظمة التجارة العالمية                                               | ?                  | ?                    |
|             | منظمة الشرطة الجنائية الدولية                                        | ?                  | ?                    |

## وصلات خارجية
- موقع وزارة الخارجية الغيانية
- موقع وزارة الخارجية الفنزويلية